# Julius Kowalczik
Julius Kowalczik (1885 – 24. srpna 1917) byl pilotem rakousko-uherské armády a stal se leteckým esem první světové války. Připsal si 5 vzdušných vítězství. Na vojenskou službu nastoupil v roce 1914 a k rakousko-uherským leteckým jednotkám přešel až koncem roku 1915. V únoru 1916 jako stíhací pilot šel do bojů v severní Itálii. V období od 14. října 1916 do 29. června 1917 zaznamenal 5 vzdušných vítězství. Po sestřelení italskými esy Antoniem Amanteou a Antoniem Rivou, dne 24. srpna 1917 byl Kowalczik v lednu 1918 převelen do instruktorské služby. Získal dvě stříbrné a dvě zlaté medaile za statečnost.